# هوانگ شوئچن
هوانگ شوئچن (انگلیسی: Huang Xuechen؛ زادهٔ ۲۵ فوریهٔ ۱۹۹۰) شناگر شنای موزون اهل چین است.
وی در مسابقات کشوری و بین‌المللی در مجموع برندهٔ ۱۹ مدال نقره، ۴ مدال برنز شده‌است.